# Миличевич, Огненка
Огненка Миличевич (серб. Огњенка Милићевић; 26 декабря 1927, Баня-Лука, Королевство сербов, хорватов и словенцев — 23 января 2008, Белград, Сербия) — сербский и югославский театральный деятель, режиссёр театра, кино и телевидения, переводчица

, прозаик, театральный педагог, профессор, театровед .

## Биография
Дочь известного публициста и профессора Нико Миличевича. Окончила Ленинградский государственный театральный институт, затем в 1952 году — факультет драматического искусства в Белграде.
Работала режиссёром в Национальном театре в Сараево (1948—1950) и Национальном театре Белграда (1950—1959). Преподавала в Белградском Университете искусств, профессор с 1950 до 1983 года, с 1967 по 1969 год — декан, проректор Университета искусств(1970—1972). В числе её учеников Милош Жутич.
Была одним из основателей фестиваля монодрамы и пантомимы в Земуне . Член совета директоров театра «Ателье 212», затем Югославского драматического театра. Основала и руководила драматической студией в Национальном театре в Сараево и преподавала актёрское мастерство и историю театра в Сараевской драматической школе.
Автор ряда очерков, исследований, специализированных статей и книг в области театрального искусства, актёрского мастерства и режиссуры. Занималась переводами с русского языка, в частности труды Станиславского и Меерхольда.

## Избранные режиссёрские работы
- «Дубоко корење», Сарајево, 1948.
- «Ромул велики», Мостар, 1956.
- «Дрвеће умире усправно», Београд, 1953.
- "Тројанке "Београд, 1953.

## Избранная библиография
- Руски театар прве половине двадесетог века, 1979.
- О позоришту Мејерхољда
- Сцена (јануар — април 1998.) један век Бертолта Брехта-Огњенка Милићевић

## Награды
- Премия СФРЮ в области режиссуры (1949 и 1969),
- Премия СФРЮ в области театральной деятельности (1971),
- Орден «За заслуги перед народом» (1979)

## Память
- Установлена большая мемориальная доска на Университете искусств (1980).
- В 2015 году почта Сербии выпустила почтовую марку с её изображением.